# Sape Talma Stheeman
Sape Talma Stheeman (Zuidbroek, 29 mei 1854 − Helpman, 26 maart 1907) was een Nederlands burgemeester.

## Biografie
Stheeman werd geboren als telg uit het geslacht Stheeman en zoon van notaris te Zuidbroek mr. Eppo Hesse Stheeman (1819-1882) en Helena Florentina Talma (1818-1886), dochter van Sape Talma. Hij werd vernoemd naar zijn grootvader van moederszijde en kreeg in 1861 bij Koninklijk Besluit (KB) naamswijziging tot Talma Stheeman waardoor hij de stamvader van de tak met die dubbele geslachtsnaam werd. In januari 1886 promoveerde hij in de rechten te Leiden. Een jaar later trad hij in het huwelijk met Aleida Warmoldina Lamberta Tjarda van Starkenborgh Stachouwer (1867-1950), telg uit het geslacht Tjarda van Starkenborgh, met wie hij drie kinderen kreeg. Hij is de grootvader van topbankier André Hendrik Talma Stheeman (1930-2016).
Bij KB van 1 januari 1887 werd hij benoemd tot burgemeester van Zuidbroek. Meteen al in het jaar erop kreeg hij te maken met beschuldigingen als zou de staking in de aardappelmeelfabriek van W.A. Scholten aan het gemeentebestuur te wijten zijn; dat was het gevolg van eerdere onenigheid tussen Scholten en Stheeman over het ontbreken van de vereiste vergunningen voor bepaalde installaties in zijn fabriek weshalve de burgemeester dus het werk in die fabriek liet stilleggen. Ter gelegenheid van nieuwjaarsdag 1891 schonk het echtpaar Stheeman goederen, waaronder dekens, aan 80 behoeftige gezinnen in de gemeente. In 1892 werd besloten tot de oprichting van een Groningse afdeling van de Algemene Nederlandse Politiebond waarbij Stheeman tot vicevoorzitter werd aangesteld. Vanaf 1892 kwam hij in de socialistische pers negatief naar voren als een burgemeester die het het leven van socialisten moeilijk maakte door vergunningen te weigeren, bijvoorbeeld voor het beleggen van vergaderingen dan wel processies ter gelegenheid van 1 mei; hij wordt daarin als een 'aristocratische burgervader' gekenschetst. Per 1 januari 1893 werd hij herbenoemd als burgemeester. In 1894 werd hij verkozen tot lid en secretaris van het hoofdbestuur van de genoemde politiebond, hetgeen hij tot 1 mei 1900 zou blijven. Per 20 oktober 1894 werd hem bij KB op eigen verzoek ontslag verleend als burgemeester.
Aan het eind van dat laatste jaar gaf hij opdracht tot het bouwen ven een nieuw herenhuis c.a. te Helpman. In zijn nieuwe gemeente werd hij in 1904 voorzitter van een commissie die zich moest buigen over de aanschaf van betere straatverlichting.
Sape Talma Stheeman overleed in 1907 in zijn woonplaats op 52-jarige leeftijd.